# Kela jezik
Kela jezik (Ikela, Lemba, Okela; ISO 639-3: kel), sjeverozapadni bantu jezik u zoni C, kojim govorioko 180 000 ljudi u provincijama Equateur, Orientale i Kasai-Oriental u Demokratskoj Republici Kongo.
Nekada je klasificiran podskupini Tetela (C.80) kojoj je pripadalo 5 jezika, Kela [kel], Kusu [ksv], Nkutu [nkw], Tetela [tll] i Yela [yel] svi iz DR Konga, dok se danas pripisuje podskupini Tetela (C.75)